# Cantone di Épinal-Est
Il Cantone di Épinal-Est era una divisione amministrativa dell'arrondissement di Épinal.
È stato soppresso a seguito della riforma complessiva dei cantoni del 2014, che è entrata in vigore con le elezioni dipartimentali del 2015.
Comprendeva parte della città di Épinal e i comuni di:
- Arches
- Archettes
- La Baffe
- Deyvillers
- Dignonville
- Dinozé
- Dogneville
- Jeuxey
- Longchamp
- Vaudéville